# 西林寺 (佐賀市)
西林寺（さいりんじ）は、佐賀県佐賀市嘉瀬町にある曹洞宗の仏教寺院。山号は玉塔山（ぎょくとうざん）。佐賀藩祖鍋島直茂の正室陽泰院ゆかりの寺である。

## 歴史
佐賀藩祖鍋島直茂の正室陽泰院（石井氏）が、元和3年（1617年）、大円宗淳を開山に招いて創建した。代々、藩主鍋島家の崇敬が厚かった。

## 交通
- JR長崎本線鍋島駅より車で20分